# Diócesis de Nebbi
La diócesis de Nebbi (en latín: Dioecesis Nebbensis, en inglés: Roman Catholic Diocese of Nebbi) es una circunscripción eclesiástica de la Iglesia católica en Uganda. Se trata de una diócesis latina, sufragánea de la arquidiócesis de Gulu. Desde el 31 de marzo de 2021 su obispo es Raphael p'Mony Wokorach, de los combonianos.

## Territorio y organización
La diócesis tiene 5098 km² y extiende su jurisdicción sobre los fieles católicos de rito latino residentes en el distrito de Nebbi en la región Septentrional.
La sede de la diócesis se encuentra en la ciudad de Nebbi, en donde se halla la Catedral del Sagrado Corazón.
En 2019 en la diócesis existían 20 parroquias.

## Historia
La diócesis fue erigida el 23 de febrero de 1996 con la bula Cum ad aeternam del papa Juan Pablo II, obteniendo el territorio de la diócesis de Arua.
Originalmente sufragánea de la arquidiócesis de Kampala, pasó a formar parte de la provincia eclesiástica de la arquidiócesis de Gulu el 2 de enero de 1999.

## Estadísticas
Según el Anuario Pontificio 2020 la diócesis tenía a fines de 2019 un total de 528 178 fieles bautizados.
| Año                                                                             | Población            | Población | Población      | Sacerdotes | Sacerdotes    | Sacerdotes    | Bautizados por sacerdote | Diáconos permanentes | Religiosos | Religiosos | Parroquias |
| Año                                                                             | Bautizados católicos | Total     | % de católicos | Total      | Clero secular | Clero regular | Bautizados por sacerdote | Diáconos permanentes | Varones    | Mujeres    | Parroquias |
| ------------------------------------------------------------------------------- | -------------------- | --------- | -------------- | ---------- | ------------- | ------------- | ------------------------ | -------------------- | ---------- | ---------- | ---------- |
| 1999                                                                            | 324 700              | 423 161   | 76.7           | 44         | 32            | 12            | 7379                     | 1                    | 17         | 48         | 13         |
| 2000                                                                            | 339 711              | 434 161   | 78.2           | 50         | 36            | 14            | 6794                     | 1                    | 20         | 36         | 14         |
| 2001                                                                            | 353 346              | 440 661   | 80.2           | 52         | 39            | 13            | 6795                     | 1                    | 19         | 42         | 14         |
| 2002                                                                            | 367 298              | 440 661   | 83.4           | 58         | 44            | 14            | 6332                     | 1                    | 23         | 45         | 15         |
| 2003                                                                            | 383 481              | 456 844   | 83.9           | 61         | 48            | 13            | 6286                     | 1                    | 21         | 43         | 15         |
| 2004                                                                            | 403 104              | 473 104   | 85.2           | 58         | 46            | 12            | 6950                     | 1                    | 22         | 31         | 15         |
| 2007                                                                            | 454 000              | 520 000   | 87.3           | 55         | 46            | 9             | 8254                     |                      | 18         | 42         | 15         |
| 2013                                                                            | 510 080              | 623 431   | 81.8           | 45         | 40            | 5             | 11 335                   | 1                    | 15         | 41         | 16         |
| 2016                                                                            | 577 340              | 705 457   | 81.8           | 44         | 41            | 3             | 13 121                   | 1                    | 20         | 54         | 17         |
| 2019                                                                            | 528 178              | 667 917   | 79.1           | 50         | 47            | 3             | 10 563                   |                      | 28         | 63         | 20         |
| Fuente: Catholic-Hierarchy, que a su vez toma los datos del Anuario Pontificio. |                      |           |                |            |               |               |                          |                      |            |            |            |

## Episcopologio
- John Baptist Odama (23 de febrero de 1996-2 de enero de 1999 nombrado arzobispo de Gulu)
- Martin Luluga † (2 de enero de 1999-8 de febrero de 2011 retirado)
- Santus Lino Wanok (8 de febrero de 2011-23 de noviembre de 2018 nombrado obispo de Lira)
  - Sede vacante (2018-2021)
- Raphael p'Mony Wokorach, M.C.C.I., desde el 31 de marzo de 2021